# Castell de Neidpath

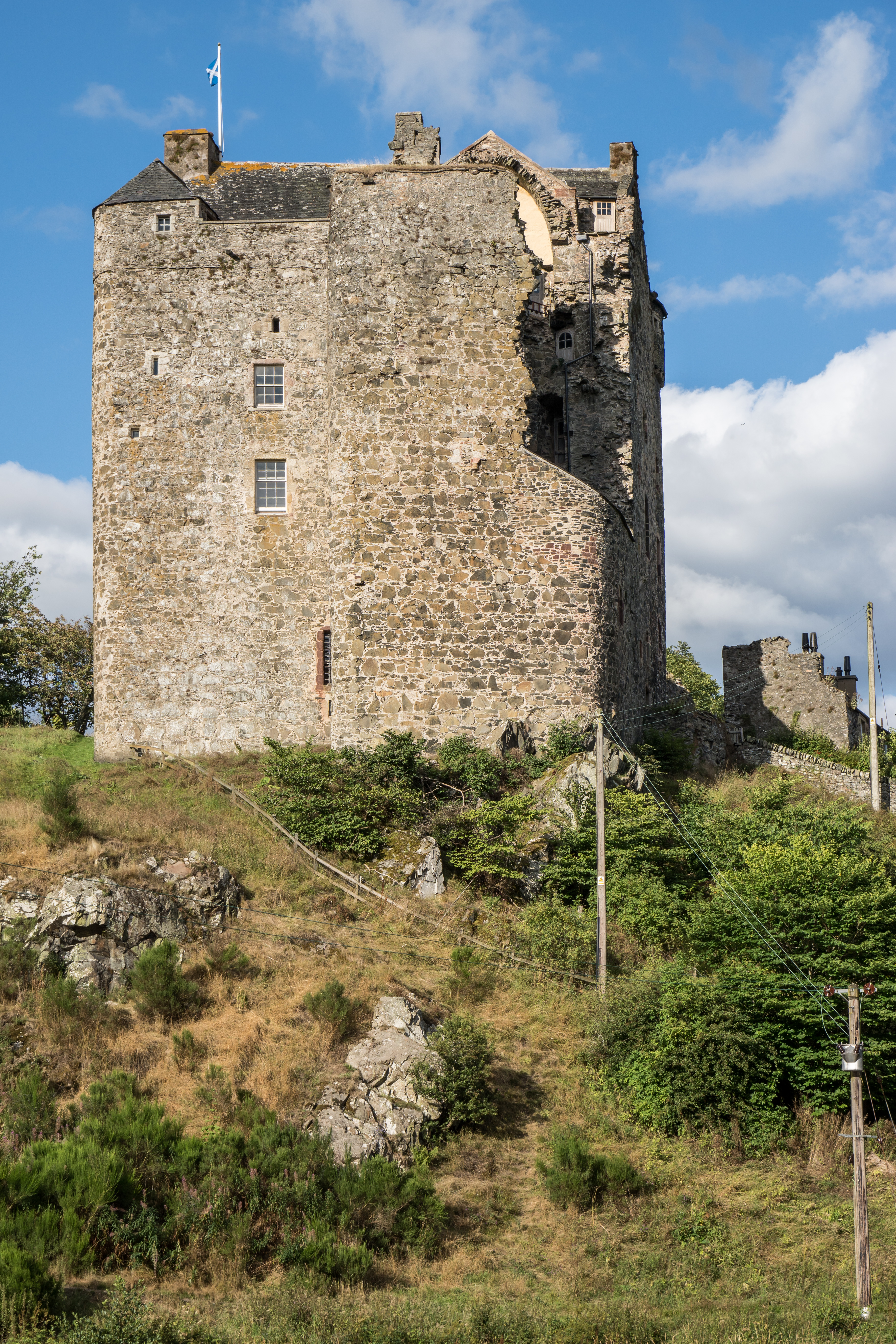
El castell de Neidpath

Neidpath Castle és una fortificació amb planta en forma de L, del segle xiv, que s'alça sobre la riba del riu Tweed, a Peebles, als Borders d'Escòcia. El castell és tancat al públic.

## Història
Encara que és possible que existís abans una torre peel en el mateix lloc, construïda entre 1263 i 1266 per sir Simon Fraser, del Clan Fraser, el castell actual va ser construït probablement per sir William de Hays a la fi del segle xiv.
La baronia de Neidpath va ser adquirida per la família Hay, a través del matrimoni amb l'hereva Fraser a principis del segle xiv. Sir William de Hays (d.c.1390) probablement va construir l'actual castell a finals del segle xiv. Va ser habitat per ells fins al segle xvii, quan el net de Sir William, Sir William Hay, es va casar amb la filla i hereva de Sir Hugh Gifford de Yester, adquirint el Castell de Yester, que es va convertir en el principal assentament de la família, encara que Neidpath va continuar usant-se Va ser visitada per María, reina dels escocesos l'any 1563, i pel seu fill Jaume VI l'any 1587.
L'any 1645, Neidpath va ser empresonat per les forces realistes de James Graham, primer marquès de Montrose, encara que l'any següent, John Hay of Yester es va unir al partit del Rei i va ser creat el primer comte de Tweeddale pel rei Carles II. Durant la invasió d'Escòcia d'Oliver Cromwell l'any 1650, Neidpath va ser atacat. Mike Salter afirma que el castell es va rendir sense cap baralla, encara que altres fonts suggereixen que va requerir l'assalt més llarg a qualsevol fortalesa al sud del riu Forth per obligar-la a rendir-se. James Taylor, escrivint l'any 1887, afirma que la torre del segle xiii va ser demolida per artilleria durant el setge. Durant els anys 1660, el 2n comte de Tweeddale va remodelar el castell i va construir dependències. El 2n comte era un "improver" agrícola, que va plantar una avinguda de teixos, del qual en roman un costat. No obstant això, va ser declarat en fallida, i va vendre Neidpath a William Douglas, primer duc de Queensberry l'any 1686.
L'any 1693, Queensberry va lliurar el castell al seu segon fill, William Douglas, més tard el primer comte de March. El seu fill, William, el 2n comte, va fer alteracions del castell al segle xviii. El 3rd Earl va heretar el títol i els béns del duc de Queensberry l'any 1778, i posteriorment va deixar a Neidpath als inquilins. Aquests van incloure el filòsof i historiador Adam Ferguson. El castell va patir una decadència, i el 1790, els pisos superiors de l'ala s'havien esfondrat. William Wordsworth i Walter Scott van visitar el castell el 1803. A la mort del duc el 1810, el castell, juntament amb el comtat de march, va ser heretat pel comte de Wemyss, encara que el ducat es dirigí als escocesos de Buccleuch. Neidpath encara pertany a Earl of Wemyss; l'hereu de Earl pren el títol de cortesia, Lord Neidpath, d'ell.

## Descripció
El castell de Neidpath és una torre de planta en L, amb una cama de la L molt curta. Té les cantonades arrodonides. Els merlets són coberts i el passeig de sentinella és un balcó amb balustres. Hi ha poques finestres, i dues encara tenen la protecció de la barra de ferro. A l'interior, el soterrani i la sala del primer pis estan abovedades, i la sala està dividida per un pis de fusta en dos pisos. Altres característiques inclouen una masmorra, i algunes petites exposicions d'artefactes que es troben a la localitat. Hi ha restes d'un jardí parcialment emmurallat. L'arquer està decorat amb l'emblema cap de cabra dels Hays i les maduixes dels Frasers.